# Roland Duval
Pour les articles homonymes, voir Duval.
Roland Duval  est un scénariste et critique de cinéma français né le 21 septembre 1933 dans le 19e arrondissement de Paris et mort le 12 septembre 2018 à Amilly.

## Biographie
Enseignant au lycée de Montargis, animateur du ciné-club local et de la revue V.O., Roland Duval a signé le scénario de plusieurs films de Pascal Thomas.
Il a collaboré aux huit premiers numéros du magazine culturel mensuel Matulu, sous son nom et sous le pseudonyme de Nelly Richard (chronique « Inactuelles » et articles sur le cinéma).
Il a collaboré à la revue Écran (en 1974-1975) et au quotidien La République du Centre.
Il a été le rédacteur du billet d'humeur de l'hebdomadaire L'Eclaireur du Gâtinais, sous le pseudonyme du Grand Gondolier.

## Filmographie
- 1972 : Les Zozos, de Pascal Thomas
- 1973 : Pleure pas la bouche pleine de Pascal Thomas
- 1976 : La Surprise du chef de Pascal Thomas
- 1981 : Celles qu'on n'a pas eues de Pascal Thomas
- 2007 : L'Heure zéro de Pascal Thomas

## Publications
- Compère qu'as-tu vu ? Une enfance occupée, éditions de l'Ecluse, 1956-2013
- Le Voyageur immobile : Histoires de cinéma, éditions JPB, 1998
- Les Cramés de la bobine, éditions de l'Écluse, 2008
- Guerre froide au lycée en forêt, éditions de l'Écluse, 2011
- Suites féminines, éditions de l'Ecluse , 2008